# Österreich Werbung
Die Österreich Werbung (ÖW), englisch Austrian National Tourist Office (ANTO), ist die nationale Tourismusmarketing-Organisation Österreichs. Sie existiert seit 1955 in ihrer bestehenden Form und wird vom Bundesministerium für Arbeit und Wirtschaft und der Wirtschaftskammer Österreich (WKO) getragen; Präsident des Vereins ist der jeweilige Wirtschaftsminister. Vergleichbare Institutionen, unter dem Gattungsbegriff National  tourist office zusammengefasst, bestehen in fast allen wichtigen Tourismusländern.
Die Werbeorganisation für die touristische Dachmarke Urlaub in Österreich und Plattform für Aktivitäten im Tourismus in Österreich finanziert sich aus öffentlichen Mitteln (Mitgliedsbeiträgen) und durch eigene Einnahmen. Zu den Kernaufgaben zählt neben dem Führen der Marke „Urlaub in Österreich“ und weltweitem Marketing die Weitergabe des Wissens über Gäste und Märkte an die heimische Tourismusbranche.
Expertenteams betreuen touristische Anbieter aus Österreich. Die ÖW fungiert auch als Informationsstelle für Medien und Urlauber.
Herzstück der Gästeinformation sind das ÖW-Urlaubsservice sowie das Internetportal austria.info, das derzeit in 20 Sprachen aktuelle Informationen und Angebote aus ganz Österreich präsentiert.

## Geschichte
Die Geschichte des organisierten Tourismus in Österreich begann im 19. Jahrhundert. Erste touristische Angebote fanden sich in Kur- bzw. Badeorten und entlang der ab den 1840er Jahren entstandenen Eisenbahnlinien. Mit der Entwicklung des Alpinismus (der Österreichische Alpenverein wurde 1862 gegründet, der Touristenverein „Die Naturfreunde“ 1895) wurde das Gebirge für weniger wohlhabende Menschen touristisch erschlossen.
Obwohl der Erste Weltkrieg europaweit zu politischer und finanzieller Instabilität führte, wurde 1917 im Krieg in Wien das staatliche Österreichische Verkehrsbüro gegründet, das vorerst als Auskunftsstelle für Reiseinformationen und zum Vertrieb von Eisenbahnfahrkarten diente. Es entwickelte sich später zum Reisebüro bzw. Reiseveranstalter, der nach 1955 hauptsächlich Auslandsreisen anbot und daher nicht mehr als Marketingorganisation für Österreichs Tourismus agieren konnte. Heute ist das Österreichische Verkehrsbüro der größte private Reisekonzern Österreichs, der sein Geschäft größtenteils unter dem Markennamen des in ihn eingegliederten ehemaligen Konkurrenten Ruefa mit dem Verkauf von Reisen in alle Welt macht.
Seit dem Beschluss der Bundesverfassung 1920 ist der Fremdenverkehr, da unter den Bundeskompetenzen nicht angeführt, Kompetenz der einzelnen Bundesländer, die Fremdenverkehrsgesetze erlassen konnten und können und deren Vollzug im eigenen Bereich zu organisieren hatten bzw. haben. Überregionale und internationale Aufgaben waren bzw. sind im Rahmen der gesamtstaatlichen Wirtschaftspolitik vom Handels-, später Wirtschaftsministerium wahrzunehmen.
Das Ministerium förderte nach dem Zweiten Weltkrieg die Reaktivierung der Fremdenverkehrswerbung durch die Gründung der
Stelle für den Wiederaufbau der Österreichischen Fremdenverkehrswirtschaft. Am 18. November 1954 wurde auf Initiative des Ministerialbeamten Harald Langer-Hansel unter Handelsminister Udo Illig als Nachfolgeorganisation für die dann nur mehr für Bahn- und Postwerbung zuständige Österreichische Verkehrswerbung GmbH zur touristischen Werbung im Ausland der seit 1955 aktive Verein Österreichische Fremdenverkehrswerbung (ÖFVW) gegründet, dessen Obmann bis heute jeweils der Wirtschaftsminister ist.
Der Verein wurde von folgenden Mitgliedern anteilig getragen:
- Bund (vertreten durch das Ministerium; 60 % des Budgets)
- neun Bundesländer (vertreten durch das Amt der jeweiligen Landesregierung; zusammen 20 % des Budgets)
- Bundeswirtschaftskammer (vertreten durch die Sektion Fremdenverkehr, jetzt Sparte Tourismus; 20 % des Budgets)

Die ersten Außenstellen wurden nach dem Zweiten Weltkrieg in Budapest, Rom, Hilversum, Paris, Stockholm, Köln, London und New York City errichtet. Später wurden 15 hauptamtliche Außenstellen in Amsterdam, Berlin, Brüssel, Kairo, Frankfurt am Main, Johannesburg, Köln, Kopenhagen, London, Mailand, New York, Paris, Rom, Stockholm und Zürich sowie 31 ehrenamtliche Vertretungen (Außenhandelsstellen der Bundeswirtschaftskammer) eingerichtet.
Das Zweigstellennetz veränderte sich im Lauf der Jahrzehnte immer wieder. In der Zeit vor Internet und E-Mail waren in Westdeutschland die Zweigstellen Berlin, Hamburg, Köln, Frankfurt und München, später auch Stuttgart tätig. Die erwünschte Internationalisierung des Gästezustroms führte zur Einrichtung von Vertretungen in Barcelona, Madrid, Mailand, Los Angeles, Neu-Delhi, Dubai, Peking, Tokio und Sydney. Nach der Beseitigung des Eisernen Vorhangs wurden auch in Warschau, Prag, Budapest, Bukarest, Moskau und Agram Büros eingerichtet oder vergrößert.
Vertreter des Wirtschaftsministeriums, vorher des Handelsministeriums, in der Österreich Werbung war in den 1970er und 1980er Jahren Anton Würzl.
In den 1970er Jahren entschied sich der Verein unter seinem Langzeitobmann (1970–1983) Handelsminister Josef Staribacher, die den Bundesländern und den einzelnen Urlaubsorten obliegende Inlandswerbung durch Dachkampagnen für den Urlaub in Österreich zu verstärken. Als prominentester Plakatslogan der 1970er und 1980er Jahre erwies sich In der Wiese liegen und mit der Seele baumeln, ein leicht verändertes Zitat aus Kurt Tucholskys Roman Schloss Gripsholm. Am 29. November 1989 wurde die ÖFVW, damals mit Wolfgang Schüssel als Obmann, auf Beschluss ihrer Generalversammlung zur Österreich Werbung (ÖW, Austrian National Tourist Office, ANTO). Anfang der 1990er Jahre trennten sich auch viele andere österreichische Tourismusorganisationen vom Begriff Fremdenverkehr, da man aus werblichen Gründen (potentielle) Gäste nicht als Fremde bezeichnet wissen wollte.
Ende der 1990er Jahre wollten zwei Bundesländer die ÖW nicht mehr mitfinanzieren. Die Bundesregierung Schüssel I mit Wirtschaftsminister Martin Bartenstein als ÖW-Obmann bewirkte daraufhin durch eine Statutenänderung das Ausscheiden aller Bundesländer als ÖW-Mitglieder; sie sollten mit der ÖW künftig als Partner und Kunden zusammenarbeiten. Seit dem Ausscheiden der Bundesländer aus der ÖW im Jahr 2001 sind nur mehr der Bund, vertreten durch das zuständige Bundesministerium (seit 2022: Bundesministerium für Arbeit und Wirtschaft), mit 75 % und die Wirtschaftskammer Österreich mit 25 % der Mitgliedsbeiträge die Finanziers der ÖW.

## Organisation
Der Geschäftsführerin, von Herbst 2006 bis Frühjahr 2021 Petra Stolba, seither bis zum Frühjahr 2023 Lisa Weddig, unterstehen drei operative Bereiche und zwei Stabsstellen:
- Partner Management (Betreuung der wichtigsten Partner)
- International Market Management (Marketing in den Quellmärkten)
- Brand Management (Markenführung)
- Stabsstellen: Strategie und Unternehmensentwicklung, Unternehmenskommunikation

Der kaufmännischen Leitung sind die Support Bereiche (Informationstechnologie, Accounting, Controlling und Human Resources) unterstellt.

### Vereinssitz
Das Büro befand sich von 1955 an in einem staatlichen Amtsgebäude in Wien 1., Hohenstaufengasse 3–5, das heute vom Bundeskanzleramt genützt wird. Das Haus wurde 1882/1884 von Otto Wagner für die Österreichische Länderbank errichtet.
Vor Jahresende 1979 übersiedelte der Verein in das Haus Wien 4., Margaretenstraße 1, nahe dem Karlsplatz, wo er bis August 2013 seinen Sitz hatte. Hier wurde im Parterre eine ursprünglich Österreich-Information genannte Informationsstelle eingerichtet, deren Bedeutung erst im Internetzeitalter zurückging.
Im zweiten Halbjahr 2013 zog die Organisation in den 4. Stock des ehemaligen Gebäudes der Zentralsparkasse der Gemeinde Wien (Z) bzw. der Bank Austria (die Bank zog 1994 aus) in Wien 3., Vordere Zollamtsstraße 13, zwischen dem Museum für angewandte Kunst und dem Bahnhof Wien Mitte. Dort domiziliert seit Ende 2012 im Parterre und im 1. bis 3. Stock die Mediengruppe um die Tageszeitung Der Standard; im 5. bis 8. Stock residieren andere Unternehmen. Das Bürogebäude entstand 1962–1965 im Auftrag der Z nach dem 1960 erfolgten Abriss des 1905–1953 hier betriebenen Wiener Bürgertheaters und wurde später erweitert und modernisiert.
Am neuen Sitz der Organisation befindet sich für Touristen keine Informationsstelle.

### Geschäftsführung
- Paul Bernecker (1955–1965)
- Harald Langer-Hansel (1965–1974)

1974–1999 waren im Sinne der Sozialpartnerschaft bzw. der ab 1987 regierenden Großen Koalition jeweils zwei Geschäftsführer bestellt:
- Helmut Zolles und Frank Kübler (1974–1987)
- Klaus Lukas und Frank Kübler (1987–1996)
- Michael Höferer (1996–2001) und Frank Kübler (1996–1999)
- Arthur Oberascher (2001–2006)[4]
- Petra Stolba (2006–2021)
- Lisa Weddig (Juni 2021 bis Ende März 2023)[5][6]
- Astrid Steharnig-Staudinger  (ab 1. Mai 2023)[6]

## Ziele und Strategie
Zu den Kernaufgaben der ÖW zählen:

Altes Logo (um 2008)

- Führung der Marke „Urlaub in Österreich“: Die Marke macht Österreich als Urlaubsland unterscheidbar und vermittelt den emotionalen Mehrwert eines Österreich-Aufenthaltes.
- Bearbeitung der international erfolgversprechendsten Märkte mit innovativem, zeitgemäßen Marketing.
- Partner der österreichischen Tourismusbetriebe und wesentlicher Netzwerkknoten im Tourismus: Die Branche profitiert vom stets aktuellen und fundierten Wissen der ÖW über Gäste und Märkte

Ergebnisse der Länder-, Themen- und Zielgruppenanalysen (Sinus-Milieus) werden regelmäßig in Länderstudien und durch die Gästebefragung Tourismus Monitor Austria (T-MONA) zur Verfügung gestellt. Die Österreich Werbung versucht Trends in der Tourismusbranche frühzeitig zu erkennen, entsprechende Maßnahmen zu setzen und Handlungsempfehlungen an Gastgeber zu richten.

### Die Marke „Urlaub in Österreich“, austria.info
Die Marke Urlaub in Österreich definiert überregional und interessensübergreifend die wegweisende Marktstrategie und gibt Impulse für die Zukunft des österreichischen Tourismus. Um den stetig sich verändernden wirtschaftlichen Erfordernissen der Tourismuswirtschaft gerecht zu werden, ist es nötig die Marke zeitgemäß zu modifizieren.
Demnach soll nach den neuen Markendefinitionen der ÖW Urlaub in Österreich anregend, inspirierend, niveauvoll und spektakulär sein. Besonders hervorgehoben wird bei der neuen Werbelinie (seit Februar 2008) die Kombination unterschiedlicher Aspekte und Kontraste, die Österreich als Urlaubsland in ungewöhnlichem Kontext positionieren (Entdeckungsreise, „Geheimtipp Österreich“).
Der Hauptslogan der ÖW lautete damals „Das muss Österreich sein“, und in den vergangenen Saisonen „ankommen und aufleben“ (Englisch: "arrive and revive").

### Nationale Zusammenarbeit
Die neun Landestourismusorganisationen sind seit 2001 in sehr unterschiedlichem Ausmaß Marketingpartner bzw. -kunden der ÖW. Einer der wichtigsten Kunden ist der WienTourismus, da er, meist gestützt auf das Außenstellennetz der ÖW, Marketing in mehr als 20 Quellmärkten betreibt. Andere wichtige ÖW-Partner sind die Tirol Werbung GmbH und die SalzburgerLand Tourismus GmbH, die ebenfalls Marketing in einer größeren Anzahl von Quellmärkten durchführen.
Für die kommunalen Tourismusverbände (eingemeindige Verbände und Tourismusregionen) ist die ÖW eine gemeinsame Plattform, desgleichen für die Spartenkooperationen (Urlaubsspezialisten).

### Internationales Marketing
Heute bearbeitet die Organisation drei geographische Räume:
- Westeuropa
- CEE (Zentral- und Osteuropa)
- Übersee

Diese Übergruppen inkludieren Standorte in den USA, den Niederlanden, Großbritannien, Belgien, Frankreich, Spanien, Italien, der Schweiz, Ungarn, Rumänien, Russland, Polen, Tschechien, Schweden, Dänemark, Deutschland, den Arabischen Ländern, Indien, China und Japan. Mit Mitteln der Österreich Werbung Deutschland wurde der 2013 in Berlin-Charlottenburg eröffnete Österreichpark finanziert.